# Kirchenburg Seligstadt
Die Kirchenburg Seligstadt ist eine von den Siebenbürger Sachsen des Dorfes Seliștat (deutsch Seligstadt) errichtete Wehrkirche in Siebenbürgen (heute im Kreis Brașov, Rumänien) im Schenker Stuhl.

## Wehrkirche
Die Kirche (Hl. Nikolaus) entstand in der 1. Hälfte des 14. Jahrhunderts als gotische Saalkirche ohne Glockenturm mit polygonalem Chorabschluss. Der Chor hat Strebepfeiler, ein niederes Dach und tiefgelegene Fenster und ein gotisches Kreuzgratgewölbe. Ende des 15. Jahrhunderts wurde über dem Chor ein dreigeschossiger Wehrturm mit hölzernem Wehrgang erbaut. Die Strebepfeiler wurden dabei auf die zum Teil vorhandenen Strebepfeiler der gotischen Kirche gesetzt. Durch die neuen Strebepfeiler wurden drei Spitzbogenfenster verdeckt. Der Chorturm erhielt Schießscharten und ein Walmdach.
In einer zweiten Etappe der Wehrbarmachung wurde die Kirchenmauer mit Strebepfeilern umgeben, die oben durch Rundbogen untereinander verbunden sind. Das Wehrgeschoss darüber wurde mit Schießnischen ausgestattet, das Westportal der Kirche mit einem Fallgatter gesichert.
1848 wurde an Stelle des gotischen Sternnetzgewölbes ein Ziegelgewölbe errichtet.
1964 erfolgte die Konsolidierung der Kirche durch Betongürtel.
1997 wurden umfangreiche Renovierungsarbeiten an der Kirche vorgenommen. Unter der Leitung von Pfarrer Johannes Klein aus Fogarasch und mit der Unterstützung vieler freiwilliger Helfer wurde das Pfarr- und Schulhaus zu einem Jugendzentrum ausgebaut.

## Ausstattung
Der Altar von 1807 enthält ein Hauptbild des Malers Fritz Schullerus von 1892. Der barocke Kanzeldeckel ist auf 1652 datiert.
1867 kombinierte der Orgelbauer Samuel Binder die Orgel aus Bekokten mit einer Orgel von 1746. Es entstand eine Orgel mit 10 Registern.
Im Glockenturm ist die große Glocke nicht datiert, die mittlere wurde 1921 gegossen.

## Die Kirchenburg
Die Saalkirche wurde am Ende des 13. oder Anfang des 14. Jahrhunderts errichtet. Im 15. Jh. wurde die Kirche mit einer Ringmauer umgeben. Im Norden gab es eine dreigeschossige Wehrbastei, im Nordosten der Kirchenburg  steht ein Fruchthaus.